# Saint-Léonard-de-Portneuf
Saint-Léonard-de-Portneuf är en kommun i provinsen Québec i Kanada. Den ligger i regionen Capitale-Nationale, i den sydöstra delen av landet, 300 km nordost om huvudstaden Ottawa.